# Soze
Soze este o localitate din comuna Ilirska Bistrica, Slovenia, cu o populație de 39 de locuitori.